# ベラジオソノダラブ
ベラジオソノダラブ（欧字名:Bellagiosonodalove、2020年4月29日 - ）は、日本の競走馬。主な勝ち鞍に2022年の兵庫若駒賞、2023年の兵庫ユースカップ、菊水賞。
馬名の意味は冠名（ベラジオ）＋園田競馬を愛するより。

## 経歴
- 特記事項なき場合、本節の出典はJBISサーチ[3]

### デビュー前
2020年4月29日、北海道千歳市の社台ファームにて誕生。父は皐月賞や安田記念などGIを3勝したロゴタイプ、母はヴェイルドクリス、祖母はスワンステークスなど重賞を3勝したビハインドザマスク。

### 2歳（2022年）
2022年度千葉サラブレッドセールにて（株）ビープロジェクトにより990万円で落札された。
8月31日に園田競馬場ダート1400m2歳初出走でデビューし、単勝1.1倍の1番人気に応えて1着。続くJRA認定アッパートライにおいても後続に大差をつけて勝利を収めた。
10月13日に重賞初挑戦となる兵庫若駒賞に出走。単勝1.0倍の圧倒的支持を集める中、やや遅れたスタートとなり初めて馬群からレースを運ぶこととなる。しかし3コーナー6番手からスパートをかけると、4コーナーで先頭に立ったアルサードをかわして勝利。デビューから無敗の3連勝で地方重賞を初制覇した。父ロゴタイプはこれが産駒による初の重賞勝利となった。
11月30日にJRA認定アッパートライにて初めて1700mに挑戦するも、道中折り合いを欠いて初黒星を喫する。重賞挑戦2戦目となった園田ジュニアカップでは前走同様の1700mに挑んだ。道中は3番手で進み、残り400m標識で先頭に立つものの、直線の追い比べでスマイルミーシャにクビ差で敗れて2着であった。

### 3歳（2023年）
年明け初戦は兵庫ユースカップを選択。デビューから手綱を取った田中学騎手に替わり、坂本和也厩舎の竹村達也騎手と初タッグを組んだ。道中は逃げるディオスメッセージの2番手を追走し、3コーナーで早めに交わすとそのまま直線は後続の追い上げを封じ切って勝利。ベラジオソノダラブにとって重賞2勝目、竹村は12年ぶり3回目の重賞制覇となった。
続けて挑んだ菊水賞では手綱を田中学騎手に戻し、3戦ぶりに1番人気に支持された。好スタートでハナを切ると2着のスマイルミーシャに1馬身半差をつけて勝利。重賞3勝目にして兵庫3冠の初戦を制した。田中は「スタートが良かったので、そのまま行ってみた。落ち着きが出てきたし、課題は折り合いだけ」とレースを振り返った。
2冠目の挑戦となった兵庫チャンピオンシップでは地方馬では最先着を果たすも、優勝した同じロゴタイプ産駒ミトノオーらJRA所属勢に敗れて5着であった。続く最後の1冠である兵庫ダービーではスマイルミーシャとの3回目の対決となったが、直線で3馬身突き放されて2着に敗れた。秋初戦に挑んだ園田オータムトロフィーでは道中折り合いを欠き、再度スマイルミーシャに敗れて3着であった。10月5日のB1戦では道中中団追走から3コーナーで一旦は先頭に立つもアドワンにかわされて2着に敗れると、続く楠賞では中団追走も直線で伸びを欠き6着、12月の園田金盃ではスタートからハナを奪い逃げるも失速して7着という結果に終わる。

### 4歳（2024年）
3月22日のB2一組で復帰。2番手追走から3コーナーで先頭に立つとそのまま押し切り久々の勝利を挙げる。4月2日のB1戦では中団から脚を伸ばしたが逃げ粘るサクラトップクロスを捕え切れず2着に敗れる。4月23日のB1戦で3着になったのを最後に5月20日付で地方競馬登録を抹消。JRA・栗東の小椋研介厩舎に移籍した。移籍2走目のケフェウスステークスでは単勝11番人気ながら逃げ粘って3着を確保した。それ以外はすべて2桁着順に終わり、12月12日付でJRA登録を抹消され、園田の田中範雄厩舎に移籍、兵庫県競馬に復帰した。

## 競走成績
以下の内容は、JBISサーチ、netkeiba.comに基づく。
| 競走日     | 競馬場 | 競走名                             | 格     | 距離（馬場）  | 頭 数 | 枠 番 | 馬 番 | オッズ （人気） | 着順 | タイム （上り3F） | 着差 | 騎手      | 斤量 [kg] | 1着馬（2着馬）         | 馬体重 [kg] |
| ---------- | ------ | ---------------------------------- | ------ | ------------- | ----- | ----- | ----- | --------------- | ---- | ----------------- | ---- | --------- | --------- | ---------------------- | ----------- |
| 2022.08.31 | 園田   | 2歳初出走                          |        | ダ1400m（重） | 5     | 3     | 3     | 001.10（1人）   | 01着 | R1:32.7（39.2）   | -2.3 | 0田中学   | 55        | （ワンダーグァルネリ） | 454         |
| 0000.09.29 | 園田   | アッパートライ                     | 認定   | ダ1400m（稍） | 8     | 8     | 8     | 001.30（1人）   | 01着 | R1:31.4（38.4）   | -1.8 | 0田中学   | 55        | （サインポール）       | 460         |
| 0000.10.13 | 園田   | 兵庫若駒賞                         | 重賞I  | ダ1400m（良） | 12    | 3     | 3     | 001.00（1人）   | 01着 | R1:32.4（41.0）   | -0.1 | 0田中学   | 55        | （ジョイブラック）     | 458         |
| 0000.11.30 | 園田   | アッパートライ                     | 認定   | ダ1700m（重） | 6     | 5     | 5     | 001.10（1人）   | 03着 | R1:54.9（38.1）   | -0.4 | 0田中学   | 57        | マルグリッド           | 467         |
| 0000.12.31 | 園田   | 園田ジュニアカップ                 | 重賞I  | ダ1700m（良） | 12    | 5     | 6     | 003.90（3人）   | 02着 | R1:55.5（38.0）   | -0.0 | 0田中学   | 55        | スマイルミーシャ       | 472         |
| 2023.03.02 | 姫路   | 兵庫ユースカップ                   | 重賞II | ダ1400m（稍） | 10    | 5     | 5     | 005.30（2人）   | 01着 | R1:30.9（37.8）   | -0.4 | 0竹村達也 | 55        | （ビキニボーイ）       | 470         |
| 0000.04.06 | 園田   | 菊水賞                             | 重賞I  | ダ1700m（稍） | 10    | 8     | 9     | 001.90（1人）   | 01着 | R1:53.0（38.3）   | -0.2 | 0田中学   | 56        | （スマイルミーシャ）   | 473         |
| 0000.05.03 | 園田   | 兵庫チャンピオンシップ             | JpnII  | ダ1870m（良） | 12    | 6     | 7     | 041.10（6人）   | 05着 | R2:04.4（41.4）   | -3.7 | 0田中学   | 57        | ミトノオー             | 465         |
| 0000.06.14 | 園田   | 兵庫ダービー                       | 重賞I  | ダ1870m（稍） | 12    | 8     | 12    | 002.40（2人）   | 02着 | R2:04.6（39.4）   | -0.5 | 0田中学   | 56        | スマイルミーシャ       | 468         |
| 0000.09.07 | 園田   | 園田オータムトロフィー             | 重賞I  | ダ1700m（良） | 9     | 5     | 5     | 004.40（2人）   | 03着 | R1:54.3（38.9）   | -1.0 | 0竹村達也 | 56        | スマイルミーシャ       | 473         |
| 0000.10.05 | 園田   | B1                                 |        | ダ1400m（稍） | 9     | 3     | 3     | 001.30（1人）   | 02着 | R1:32.4（39.5）   | -0.3 | 0田中学   | 56        | アドワン               | 473         |
| 0000.11.01 | 園田   | 楠賞                               | 重賞I  | ダ1400m（良） | 12    | 5     | 5     | 024.70（6人）   | 06着 | R1:30.2（39.6）   | -1.7 | 0吉村智洋 | 56        | ボヌールバローズ       | 478         |
| 0000.12.07 | 園田   | 園田金盃                           | 重賞I  | ダ1870m（良） | 12    | 6     | 8     | 073.80（7人）   | 07着 | R2:05.0（41.8）   | -1.7 | 0竹村達也 | 55        | スマイルミーシャ       | 477         |
| 2024.03.22 | 園田   | B2一                               |        | ダ1400m（良） | 12    | 8     | 11    | 001.30（1人）   | 01着 | R1:30.3（38.8）   | -1.4 | 0竹村達也 | 56        | （ギユウ）             | 474         |
| 0000.04.02 | 園田   | B1                                 |        | ダ1400m（良） | 6     | 1     | 1     | 001.10（1人）   | 02着 | R1:34.3（39.5）   | -0.1 | 0竹村達也 | 56        | サクラトップクロス     | 475         |
| 0000.04.23 | 園田   | B1                                 |        | ダ1400m（重） | 5     | 3     | 3     | 002.60（2人）   | 03着 | R1:32.5（40.1）   | -2.9 | 0下原理   | 56        | エコロクラージュ       | 472         |
| 0000.07.14 | 福島   | 福島テレビOP                       | OP     | 芝1200m（良） | 16    | 6     | 12    | 128.2（13人）   | 15着 | R1:10.2（34.4）   | -1.4 | 0木幡巧也 | 57        | カリボール             | 480         |
| 0000.09.14 | 中京   | ケフェウスS                        | OP     | 芝2000m（良） | 11    | 4     | 4     | 288.0（11人）   | 03着 | R1:58.8（34.8）   | -0.6 | 0国分優作 | 53        | フライライクバード     | 472         |
| 0000.10.13 | 東京   | オクトーバーS                      | L      | 芝2000m（良） | 16    | 5     | 10    | 049.3（13人）   | 16着 | R2:00.1（38.0）   | -2.7 | 0国分優作 | 57        | ボーンディスウェイ     | 478         |
| 0000.11.10 | 福島   | 福島記念                           | GIII   | 芝2000m（良） | 16    | 4     | 8     | 073.1（14人）   | 16着 | R2:04.0（40.1）   | -3.3 | 0国分優作 | 53        | アラタ                 | 476         |
| 0000.12.07 | 京都   | リゲルS                            | L      | 芝1600m（良） | 12    | 4     | 4     | 308.4（13人）   | 12着 | R1:34.8（35.0）   | -1.9 | 0中井裕二 | 57        | シャドウフューリー     | 478         |
| 2025.05.16 | 園田   | 第29回大日本プロレスカップ         | A1A2   | ダ1230m（良） | 12    | 7     | 9     | 006.20（2人）   | 10着 | R1:20.2（39.4）   | -2.0 | 0小牧太   | 58        | スマートセプター       | 492         |
| 0000.06.04 | 園田   | 初夏特別                           | A1A2   | ダ1400m（稍） | 12    | 3     | 3     | 016.90（4人）   | 05着 | R1:31.9（40.7）   | -1.3 | 0小牧太   | 58        | ベースセッティング     | 481         |
| 0000.06.20 | 園田   | 半夏生『明石だこ』特別             | A1A2   | ダ1230m（良） | 10    | 4     | 4     | 050.70（6人）   | 04着 | R1:19.9（39.7）   | -0.7 | 0杉浦健太 | 58        | サイレンスタイム       | 486         |
| 0000.07.25 | 園田   | サンケイスポーツZBAT!賞 御堂筋特別 | A1A2   | ダ1230m（良） | 10    | 1     | 1     | 014.10（5人）   | 04着 | R1:19.3（38.5）   | -0.5 | 0小牧太   | 57        | ハナブサ               | 486         |

- 競走成績は2025年7月25日現在

## 血統表
| ベラジオソノダラブの血統        | ベラジオソノダラブの血統                         | ベラジオソノダラブの血統                         | （血統表の出典）                                 | （血統表の出典）    |
| 父系                            | サドラーズウェルズ系                             | サドラーズウェルズ系                             | サドラーズウェルズ系                             | [ § 2 ]             |
| 父 ロゴタイプ 2010 黒鹿毛       | 父の父ローエングリン 1999 栗毛                   | Singspiel                                        | In the Wings                                     | In the Wings        |
| 父 ロゴタイプ 2010 黒鹿毛       | 父の父ローエングリン 1999 栗毛                   | Singspiel                                        | Glorious Song                                    |                     |
| 父 ロゴタイプ 2010 黒鹿毛       | 父の父ローエングリン 1999 栗毛                   | *カーリング                                      | Garde Royale                                     | Garde Royale        |
| 父 ロゴタイプ 2010 黒鹿毛       | 父の父ローエングリン 1999 栗毛                   | *カーリング                                      | Corraleja                                        |                     |
| 父 ロゴタイプ 2010 黒鹿毛       | 父の母ステレオタイプ 2002 鹿毛                   | *サンデーサイレンス                              | Halo                                             | Halo                |
| 父 ロゴタイプ 2010 黒鹿毛       | 父の母ステレオタイプ 2002 鹿毛                   | *サンデーサイレンス                              | Wishing Well                                     |                     |
| 父 ロゴタイプ 2010 黒鹿毛       | 父の母ステレオタイプ 2002 鹿毛                   | スターバレリーナ                                 | Risen Star                                       | Risen Star          |
| 父 ロゴタイプ 2010 黒鹿毛       | 父の母ステレオタイプ 2002 鹿毛                   | スターバレリーナ                                 | *ベリアーニ                                      |                     |
| 母 ヴェイルドクリス 2005 青鹿毛 | 母の父*シンボリクリスエス 1999 黒鹿毛            | Kris S.                                          | Roberto                                          | Roberto             |
| 母 ヴェイルドクリス 2005 青鹿毛 | 母の父*シンボリクリスエス 1999 黒鹿毛            | Kris S.                                          | Sharp Queen                                      |                     |
| 母 ヴェイルドクリス 2005 青鹿毛 | 母の父*シンボリクリスエス 1999 黒鹿毛            | Tee Kay                                          | Gold Meridian                                    | Gold Meridian       |
| 母 ヴェイルドクリス 2005 青鹿毛 | 母の父*シンボリクリスエス 1999 黒鹿毛            | Tee Kay                                          | Tri Argo                                         |                     |
| 母 ヴェイルドクリス 2005 青鹿毛 | 母の母ビハインドザマスク 1996 鹿毛               | *ホワイトマズル                                  | *ダンシングブレーヴ                              | *ダンシングブレーヴ |
| 母 ヴェイルドクリス 2005 青鹿毛 | 母の母ビハインドザマスク 1996 鹿毛               | *ホワイトマズル                                  | Fair of the Furze                                |                     |
| 母 ヴェイルドクリス 2005 青鹿毛 | 母の母ビハインドザマスク 1996 鹿毛               | *ヴァインゴールド                                | Mr. Prospector                                   | Mr. Prospector      |
| 母 ヴェイルドクリス 2005 青鹿毛 | 母の母ビハインドザマスク 1996 鹿毛               | *ヴァインゴールド                                | Chancy Dance                                     |                     |
| 母系(F-No.)                     | ヴァインゴールド(USA)系(FN:4-r)                  | ヴァインゴールド(USA)系(FN:4-r)                  | ヴァインゴールド(USA)系(FN:4-r)                  | [ § 3 ]             |
| 5代内の近親交配                 | Halo5 × 4 = 9.38％、Hail to Reason5 × 5 = 6.25％ | Halo5 × 4 = 9.38％、Hail to Reason5 × 5 = 6.25％ | Halo5 × 4 = 9.38％、Hail to Reason5 × 5 = 6.25％ | [ § 4 ]             |
| 出典                            | 1. 2. 3. 4.                                      | 1. 2. 3. 4.                                      | 1. 2. 3. 4.                                      | 1. 2. 3. 4.         |

- 祖母ビハインドザマスクは2001年スワンステークスなど重賞3勝。
- いとこに2018年平安ステークス・名古屋大賞典勝ち馬のサンライズソア、2023年ローズステークス・2024年阪神牝馬ステークス勝ち馬のマスクトディーヴァ、2025年共同通信杯勝ち馬のマスカレードボールがいる。
- そのほかの近親にレッドアネモス、コイウタ。